# Хильдерих (король вандалов)
Хильдерих (ванд. Hildirîx; 460—533) — король вандалов в 523—530 годах. Сын Хунериха и Евдокии, внук Гейзериха и западно-римского императора Валентиниана III.

## Биография
Прокопий Кесарийский так характеризовал Хильдерика: «он был очень доступен для своих подданных и в общем кроток, не притеснял ни христиан, ни кого-либо другого, в военном отношении был слаб и даже не хотел, чтобы до его слуха доходили разговоры о войне». Поэтому в предпринимаемых вандалами походах предводительствовал его племянник Оамер, искусный в военном деле.
Хильдерих, возможно, в силу воспитания, пытался поднять своё влияние с помощью установления тесных связей с византийским двором и уступок католической церкви. Ещё до официального вступления на престол Хильдерих вернул католических епископов из ссылки и предписал заместить вакантные кафедры епископств. Показательно, что на некоторых вандальских монетах того времени чеканился портрет императора Юстина I, что символизировало зависимость вандальского королевства от Византии. Хильдерих, по словам Прокопия Кесарийского, был ближайшим другом Юстиниана I, который, ещё не будучи императором, правил Византией по своему усмотрению, так как его дядя Юстин I был стар и не слишком интересовался государственными делами. Юстиниан I и Хильдерих обменивались ценными дарами.
Вдовствующая королева Амалафрида (жена Тразамунда), которая являлась сестрой остготского короля Теодориха Великого, противилась изменившейся политике. Её казнили по обвинению в подготовке переворота, были перебиты и сопровождавшие её остготы. Теодорих стал готовиться к походу возмездия на Карфаген. Спешно построенный флот численностью не менее тысячи кораблей должен был 13 июня 526 года покинуть италийское побережье; однако Теодорих заболел и 30 августа того же года умер.
Тем временем берберы консолидировались и разбили вандалов в ряде битв. Особенно чувствительное поражение Хильдерих потерпел от маврусиев, живших в Бизакии, и вождём которых был Антала. В течение некоторого времени целые провинции вандальского государства находились под властью берберов.
В 530 года против политики Хильдериха на сближение с Византией выступила другая группировка королевской семьи со своими сторонниками. Гелимер из рода Гейзериха (двоюродный племянник Хильдериха) привлёк на свою сторону знатных вандалов и убедил их отнять у Хильдериха власть, как у невоинственного короля, потерпевшего поражение от маврусиев и предающего византийскому императору интересы вандалов. Вандалы схватили Хильдериха, его племянника Оамера и брата Евагея и заключили их в тюрьму в Карфагене. Дипломатические попытки Юстиниана I добиться освобождения сверженного короля не увенчались успехом, но, наоборот, привели к ужесточению стражи.
Когда император Юстиниан I в 533 году послал войска в северную Африку под предлогом свержения узурпатора Гелимера и освобождения законного короля вандалов Хильдериха, Гелимер приказал своему брату Аммате убить Хильдериха.
Хильдерих правил 7 лет и 3 месяца.